# Trialeurodes fernaldi
Trialeurodes fernaldi là một loài côn trùng cánh nửa trong họ Aleyrodidae, phân họ Aleyrodinae.
Trialeurodes fernaldi được Morrill miêu tả khoa học đầu tiên năm 1903.